# 24 uur van Daytona 1971
De 24 uur van Daytona 1972 was de 10e editie van deze endurancerace. De race werd verreden op 31 januari en 1 februari 1971 op de Daytona International Speedway nabij Daytona Beach, Florida.
De race werd gewonnen door de J. W. Automotive Engineering #2 van Pedro Rodríguez en Jackie Oliver. Voor Rodríguez was het zijn vierde Daytona-zege, waarmee hij zijn eigen record aanscherpte, terwijl Oliver zijn eerste overwinning behaalde. De GT+2.5-klasse werd gewonnen door de Owens Corning Fiberglass #11 van Tony DeLorenzo, Don Yenko en John Mahler. De P-klasse werd gewonnen door de North American Racing Team #21 van Néstor García Veiga, Luigi Chinetti jr. en Alain de Cadenet. De GT2.5-klasse werd gewonnen door de David Heinz Racing Inc. #57 van Dave Heinz en Or Costanzo. De T-klasse werd gewonnen door de Tokondo Racing #17 van Vince Gimondo en Chuck Dietrich.

## Race
Winnaars in hun klasse zijn vetgedrukt.
| Pos. | Klasse | No. | Team                                             | Coureurs                                                | Chassis               | Ronden |
| ---- | ------ | --- | ------------------------------------------------ | ------------------------------------------------------- | --------------------- | ------ |
| 1    | S      | 2   | J. W. Automotive Engineering                     | Pedro Rodríguez Jackie Oliver                           | Porsche 917K          | 688    |
| 2    | S      | 23  | North American Racing Team                       | Ronnie Bucknum Tony Adamowicz                           | Ferrari 512S Spyder   | 687    |
| 3    | S      | 6   | Penske-White Racing                              | Mark Donohue David Hobbs                                | Ferrari 512M Special  | 674    |
| 4    | GT+2.5 | 11  | Owens Corning Fiberglass                         | Tony DeLorenzo Don Yenko John Mahler                    | Chevrolet Corvette    | 613    |
| 5    | P      | 21  | North American Racing Team                       | Néstor García Veiga Luigi Chinetti jr. Alain de Cadenet | Ferrari 312 P/71      | 584    |
| 6    | GT+2.5 | 57  | David Heinz Racing Inc.                          | Dave Heinz Or Costanzo                                  | Chevrolet Corvette    | 581    |
| 7    | GT2.5  | 5   | Sun Oil Company                                  | Jacques Duval George Nicholas Bob Bailey                | Porsche 914/6         | 579    |
| 8    | GT2.5  | 19  | Ralph Meaney                                     | Stephen Behr John Buffum Erwin Kremer                   | Porsche 914/6         | 571    |
| 9    | GT2.5  | 31  | Locke Lake Colony                                | Bert Everett Jim Locke Jim Netterstrom                  | Porsche 911T          | 570    |
| 10   | GT+2.5 | 50  | John Greenwood                                   | John Greenwood Allan Barker Dick Lang                   | Chevrolet Corvette    | 554    |
| 11   | T      | 17  | Tokondo Racing                                   | Vince Gimondo Chuck Dietrich                            | Chevrolet Camaro Z/28 | 542    |
| 12   | P      | 45  | Baker Motor Company                              | Clive Baker Bob Grossman Sam Brown Charles Reynolds     | Chevron B16           | 534    |
| 13   | T      | 42  | Garcia Racing Jose Garcia                        | Javier Garcia Luis Sereix Richard Small                 | Chevrolet Camaro Z/28 | 527    |
| 14   | GT2.5  | 10  | Walle Enterprises                                | Ray Walle Michael Sherwin                               | Porsche 911 S         | 498    |
| 15   | P      | 43  | Jean-Pierre Hanrioud                             | Jean-Pierre Hanrioud Jean Sage                          | Chevron B16           | 488    |
| 16   | GT2.5  | 44  | Art Bunker                                       | Bob Hindson Kendall Noah Art Bunker                     | Porsche 911 T         | 488    |
| 17   | GT2.5  | 51  | Waldron Motors Racing Team                       | Jim Gammon Dean Donley Carlos Garza                     | MGB GT                | 483    |
| 18   | GT+2.5 | 64  | Robert Luebbe                                    | Robert Luebbe Bob Baechle John Orr                      | Chevrolet Corvette    | 469    |
| 19   | T      | 89  | Houghton Smith                                   | Ray Brimble Houghton Smith                              | Chevrolet Camaro      | 452    |
| 20   | T      | 72  | Bob Mitchell                                     | Bob Mitchell Charlie Kemp                               | Chevrolet Camaro      | 408    |
| DNF  | GT2.5  | 18  | Ralph Meaney                                     | Ralph Meaney Bill Bean Gary Wright                      | Porsche 914/6         | 470    |
| DNF  | S      | 3   | Martini & Rossi Racing Team                      | Helmut Marko Rudi Lins                                  | Porsche 917K          | 462    |
| DNF  | T      | 33  | John McComb                                      | John McComb Bob Tullius                                 | Ford Mustang          | 395    |
| DNF  | T      | 36  | Racing Specialties Co.                           | Warren Matzen Tom Heyser Dick Sears                     | Ford Mustang          | 369    |
| DNF  | GT2.5  | 16  | Toad Hall Racing                                 | Michael Keyser Bob Beasley Bruce Jennings               | Porsche 911 S         | 337    |
| DNF  | GT2.5  | 52  | Waldron Motors Racing Team                       | Ben Scott Lowell Lanier Dave Houser                     | MGB GT                | 311    |
| DNF  | T      | 97  | Susan Trumbull Cummings                          | Warren Stumes Don Cummings                              | Shelby GT350          | 306    |
| DNF  | S      | 4   | Martini & Rossi Racing Team                      | Vic Elford Gijs van Lennep                              | Porsche 917K          | 274    |
| DNF  | GT2.5  | 59  | Brumos Porsche Audi Corp                         | Peter Gregg Hurley Haywood                              | Porsche 914/6         | 260    |
| DNF  | T      | 98  | Ed Matthews                                      | Ed Matthews Swede Savage Danny Ongais                   | Ford Mustang          | 238    |
| DNF  | T      | 47  | Bruce Behrens Racing                             | John Tremblay Bill McDill Bob Beatty                    | Chevrolet Camaro      | 230    |
| DNF  | T      | 88  | Norberto Mastandrea                              | Norberto Mastandrea Tony Lilly                          | Chevrolet Camaro Z/28 | 215    |
| DNF  | S      | 22  | North American Racing Team                       | Peter Revson Sam Posey Chuck Parsons Luigi Chinetti jr. | Ferrari 512M          | 202    |
| DNF  | GT2.5  | 15  | K&T Enterprises                                  | Peter Kirill Ash Tisdelle                               | Porsche 911 S         | 163    |
| DNF  | S      | 28  | Escuderia Montjuich                              | Arturo Merzario José Juncadella                         | Ferrari 512S          | 161    |
| DNF  | GT2.5  | 70  | William Davidson                                 | John Belperche William Davidson                         | Triumph GT6           | 157    |
| DNF  | GT2.5  | 14  | Boykin Auto Repairs                              | C. C. Canada Joe Hine Wilbur Pickett                    | Chevrolet Camaro Z/28 | 137    |
| DNF  | S      | 26  | Jacques Swaters                                  | Hughes de Fierlant Gustave Gosselin                     | Ferrari 512S          | 124    |
| DNF  | T      | 92  | B.F. Goodrich Tire Co.                           | John Cordts Don Pike                                    | Pontiac Firebird      | 121    |
| DNF  | S      | 1   | J. W. Automotive Engineering                     | Jo Siffert Derek Bell                                   | Porsche 917K          | 113    |
| DNF  | T      | 79  | Dan Moore                                        | Hal Lawrence Dan Moore Gary Bishop                      | Shelby GT350          | 106    |
| DNF  | GT2.5  | 8   | American Racing Promotions                       | Tom Nehl Charles Perry                                  | Porsche 911 S         | 88     |
| DNF  | GT+2.5 | 12  | Owens Corning Fiberglass                         | Jerry Thompson John Mahler                              | Chevrolet Corvette    | 83     |
| DNF  | GT2.5  | 40  | Fritz Hochreuter                                 | Fritz Hochreuter Rudy Bartling                          | Porsche 911           | 58     |
| DNF  | T      | 48  | S-Car-Go-Racing                                  | Sheldon Dobkin John Maynard John Oliver                 | Chevrolet Camaro      | 37     |
| DNF  | T      | 74  | Al Straub                                        | Al Straub Walter Brown                                  | Ford Mustang          | 35     |
| DNF  | S      | 20  | Young American Racing North American Racing Team | Masten Gregory Gregg Young                              | Ferrari 512M          | 16     |
| DNF  | T      | 91  | Larrauri Racing                                  | Ralph Noseda Pepe Nunez                                 | Chevrolet Camaro Z/28 | 9      |
| DNS  | P      | 46  | Baker Motor Company                              | Bobby Rinzler Wayne Christian Tom Fraser Jim Baker      | Chevron B16           | 0      |
| DNS  | T      | 75  | Reventlow-Pettey Automobiles                     | Paul Pettey Larry Bock                                  | Ford Mustang          | 0      |
| DNQ  | T      | 35  | Collins-Wilson Racing Ent.                       | Larry Wilson Vincent Collins                            | Chevrolet Camaro      | 0      |
| DNQ  | T      | 37  | Yenko Sportscars Inc.                            | Robert Johnson Donna Mae Mims Kirt Wetzel Bob Nagel     | Chevrolet Vega        | 0      |
| DNQ  | T      | 38  | Simone Fleming                                   | Paul Fleming Amos Johnson Bill Barnes                   | Fiat 124 Sport Coupe  | 0      |
| DNQ  | GT2.5  | 41  | Del Taylor                                       | Del Russo Taylor Ron Goldrich Buzz Dyer Ron Goldleaf    | Alfa Romeo GTV        | 0      |
| DNQ  | T      | 55  | Clearwater Datsun                                | Bobby Clark Don Kearney                                 | Datsun 510            | 0      |
| DNQ  | GT2.5  | 65  | Homeline Corp.                                   | Robert Clark Donald Rhindress                           | Lancia Fulvia HF      | 0      |
| DNQ  | T      | 73  | Robert Lewis                                     | Robert Lewis Charles Fairbrother                        | Ford Cortina GT       | 0      |
| DNQ  | T      | 77  | Grand Prix Motors                                | Buzz Marcus Larry Dent                                  | BMW 2002              | 0      |
| DNQ  | T      | 80  | Fred Lieb                                        | Fred Lieb Smokey Drolet Mitch Daroff                    | Dodge Dart            | 0      |
| DNQ  | T      | 81  | Dieter Oest                                      | Mike Tillson Dieter Oest Rodolfo Junco                  | Lancia Fulvia Rallye  | 0      |
| DNQ  | T      | 87  | Preston Hood Chevrolet                           | John Elliott Don Gwynne                                 | Chevrolet Camaro      | 0      |
| DNQ  | GT2.5  | 93  | Donald Wright                                    | Robert Whitaker John Tunstall Ray Reed                  | Volvo P1800           | 0      |

1962 · 1963 · 1964 · 1965 · 1966 · 1967 · 1968 · 1969 · 1970 · 1971 · 1972 · 1973 · 1974 · 1975 · 1976 · 1977 · 1978 · 1979 · 1980 · 1981 · 1982 · 1983 · 1984 · 1985 · 1986 · 1987 · 1988 · 1989 · 1990 · 1991 · 1992 · 1993 · 1994 · 1995 · 1996 · 1997 · 1998 · 1999 · 2000 · 2001 · 2002 · 2003 · 2004 · 2005 · 2006 · 2007 · 2008 · 2009 · 2010 · 2011 · 2012 · 2013 · 2014 · 2015 · 2016 · 2017 · 2018 · 2019 · 2020 · 2021 · 2022 · 2023 · 2024 · 2025